# Liuwa I
Liuwa I (ur. ?, zm. 569) – król Wizygotów w latach 568-569.
Na króla został wybrany po pięciomiesięcznym bezkrólewiu. W 569 roku podzielił królestwo, co nie było dotychczas praktykowane. Część państwa, ze stolicą w Toledo, oddał młodszemu bratu Leowigildowi, sam zaś osiadł w Narbonne, prawdopodobnie by odpierać najazdy Franków. Zmarł przedwcześnie. Następcą został jego brat Leowigild.